# Eccellenza Sardegna 2015-2016
Il campionato italiano di calcio di Eccellenza regionale 2015-2016 è stata la 25ª edizione del campionato di Eccellenza, quinta serie del campionato di calcio italiano. Questo è il girone organizzato dal Comitato Regionale Sardegna, che si è disputato tra il 21 settembre 2015 e il 17 aprile 2016.

## Squadre partecipanti
| Club                           | Città            | Stadio                             | Posizione 2014-2015                          |
| ------------------------------ | ---------------- | ---------------------------------- | -------------------------------------------- |
| Atletico Uri                   | Uri (SS)         | Campo comunale Peppino Sau - Usini | 1º posto nel girone B di Promozione Sardegna |
| F.B.C. Calangianus             | Calangianus (SS) | Campo comunale Signora Chiara      | 14º posto in Eccellenza Sardegna             |
| U.S.D. Castelsardo Calcio 1958 | Castelsardo (SS) | Stadio Comunale                    | 10º posto in Eccellenza Sardegna             |
| Pol. Ferrini Cagliari          | Cagliari         | Campo Ferrini Piero Polese         | 1º posto nel girone A di Promozione Sardegna |
| U.S. Ghilarza Calcio           | Ghilarza (OR)    | Campo Walter Frau                  | 12º posto in Eccellenza Sardegna             |
| A.S.D. La Palma Monteurpinu    | Cagliari         | Campo Comunale Sant'Elia           | 13º posto in Eccellenza Sardegna             |
| Latte Dolce Calcio             | Sassari          | Campo Latte Dolce N°1              | 4º posto in Eccellenza Sardegna              |
| Monastir Kosmoto               | Monastir (CA)    | Campo Comunale                     | 2º posto nel girone A di Promozione Sardegna |
| G.S. Porto Corallo Villaputzu  | Villaputzu (CA)  | Campo Comunale                     | 8º posto in Eccellenza Sardegna              |
| U.S. San Teodoro               | San Teodoro (SS) | Campo Comunale                     | 6º posto in Eccellenza Sardegna              |
| Selargius Calcio               | Selargius (CA)   | Stadio Generale Virgilio Porcu     | 16º posto nel girone G di Serie D            |
| Pol. Taloro Gavoi              | Gavoi (NU)       | Campo Maristiai                    | 7º posto in Eccellenza Sardegna              |
| Tergu Plubium                  | Tergu (SS)       | Campo comunale Santa Maria         | 8º posto nel girone B di Promozione Sardegna |
| Tonara                         | Tonara (NU)      | Campo Su Nuratze                   | 2º posto nel girone B di Promozione Sardegna |
| Tortolì Calcio 1953            | Tortolì          | Campo Fra Locci                    | 11º posto in Eccellenza Sardegna             |
| Pol. Valledoria 1951           | Valledoria (SS)  | Campo Comunale                     | 9º posto in Eccellenza Sardegna              |

## Classifica finale
Aggiornata al 12 giugno 2016.
|  | Pos. | Squadra          | Pt | G  | V  | N  | P  | GF | GS  | DR   |
|  | ---- | ---------------- | -- | -- | -- | -- | -- | -- | --- | ---- |
|  | 1.   | Latte Dolce      | 73 | 30 | 22 | 7  | 1  | 76 | 20  | +56  |
|  | 2.   | San Teodoro      | 63 | 30 | 20 | 3  | 7  | 73 | 36  | +37  |
|  | 3.   | Atletico Uri     | 62 | 30 | 20 | 2  | 8  | 73 | 44  | +29  |
|  | 4.   | Tergu Plubium    | 49 | 30 | 14 | 7  | 9  | 61 | 40  | +21  |
|  | 5.   | Valledoria       | 47 | 30 | 14 | 5  | 11 | 51 | 43  | +8   |
|  | 6.   | Ghilarza         | 45 | 30 | 12 | 9  | 9  | 48 | 40  | +8   |
|  | 7.   | Taloro Gavoi     | 45 | 30 | 13 | 6  | 11 | 58 | 52  | +6   |
|  | 8.   | Calangianus      | 44 | 30 | 11 | 11 | 8  | 50 | 43  | +7   |
|  | 9.   | Ferrini Cagliari | 42 | 30 | 11 | 9  | 10 | 53 | 41  | +12  |
|  | 10.  | Tortolì          | 38 | 30 | 10 | 8  | 12 | 53 | 57  | -4   |
|  | 11.  | La Palma         | 36 | 30 | 10 | 6  | 14 | 49 | 41  | +8   |
|  | 12.  | Monastir Kosmoto | 34 | 30 | 9  | 7  | 14 | 47 | 45  | +2   |
|  | 13.  | Tonara           | 33 | 30 | 8  | 9  | 13 | 50 | 53  | -3   |
|  | 14.  | Selargius        | 30 | 30 | 8  | 6  | 16 | 47 | 47  | 0    |
|  | 15.  | Castelsardo      | 30 | 30 | 9  | 3  | 18 | 37 | 54  | -17  |
|  | 16.  | Porto Corallo    | -2 | 30 | 0  | 0  | 30 | 9  | 179 | -170 |

Legenda

      Promossa in Serie D 2016-2017.
      Ammessa ai play-off nazionali.
      Retrocessa in Promozione 2016-2017 dopo i play-out.
      Retrocessa in Promozione 2016-2017.

### Risultati

#### Tabellone
|                      | Atl  | Cal  | Cas  | Fer  | Ghi  | LaP  | Lat  | Mon  | Por  | San  | Sel  | Tal  | Ter  | Ton  | Tor  | Val  |
| -------------------- | ---- | ---- | ---- | ---- | ---- | ---- | ---- | ---- | ---- | ---- | ---- | ---- | ---- | ---- | ---- | ---- |
| Atletico Uri         | –––– | 5-0  | 2-1  | 5-3  | 2-3  | 2-1  | 1-2  | 3-2  | 8-3  | 2-3  | 5-1  | 4-1  | 2-0  | 2-0  | 1-3  | 1-1  |
| Calangianus          | 0-1  | –––– | 3-2  | 0-0  | 0-0  | 2-2  | 1-0  | 1-0  | 5-0  | 3-3  | 4-1  | 0-0  | 1-2  | 1-1  | 4-1  | 0-1  |
| Castelsardo          | 1-2  | 0-2  | –––– | 0-0  | 1-0  | 0-2  | 1-3  | 0-3  | 6-0  | 0-1  | 0-3  | 3-2  | 2-1  | 3-0  | 3-3  | 1-0  |
| Ferrini Cagliari     | 1-3  | 3-1  | 2-1  | –––– | 0-1  | 2-1  | 1-1  | 2-2  | 5-0  | 2-1  | 1-2  | 7-2  | 0-1  | 1-1  | 1-2  | 3-0  |
| Ghilarza             | 3-1  | 1-2  | 3-1  | 0-0  | –––– | 0-0  | 1-1  | 2-2  | 7-0  | 3-4  | 1-1  | 1-0  | 3-1  | 0-1  | 1-0  | 1-1  |
| La Palma Monteurpinu | 0-1  | 2-2  | 1-0  | 4-1  | 2-0  | –––– | 3-4  | 0-0  | 5-0  | 2-0  | 1-2  | 0-1  | 1-2  | 1-0  | 4-1  | 1-2  |
| Latte Dolce          | 3-0  | 5-3  | 3-0  | 0-0  | 4-0  | 5-0  | –––– | 2-0  | 9-0  | 2-1  | 3-0  | 2-0  | 1-1  | 2-0  | 2-2  | 0-0  |
| Monastir Kosmoto     | 1-4  | 0-0  | 0-1  | 1-2  | 1-2  | 1-4  | 1-2  | –––– | 7-0  | 0-1  | 0-0  | 4-2  | 1-1  | 1-0  | 1-1  | 3-0  |
| Porto Corallo        | 0-2  | 0-4  | 0-3  | 0-5  | 1-5  | 0-7  | 0-7  | 1-4  | –––– | 0-3  | 0-7  | 1-2  | 0-3  | 0-6  | 1-3  | 0-3  |
| San Teodoro          | 3-3  | 4-1  | 4-0  | 1-2  | 3-0  | 3-1  | 0-2  | 1-0  | 10-0 | –––– | 3-1  | 2-1  | 1-1  | 4-0  | 1-0  | 0-2  |
| Selargius            | 0-1  | 0-1  | 0-2  | 2-2  | 1-2  | 2-2  | 0-1  | 0-2  | 13-2 | 0-1  | –––– | 0-1  | 1-0  | 2-1  | 3-4  | 1-2  |
| Taloro Gavoi         | 2-0  | 1-2  | 5-2  | 1-2  | 6-3  | 2-0  | 1-3  | 4-1  | 7-0  | 2-1  | 1-0  | –––– | 3-3  | 2-2  | 1-1  | 1-0  |
| Tergu Plubium        | 1-2  | 3-3  | 2-1  | 1-1  | 2-1  | 2-0  | 0-2  | 1-3  | 10-0 | 1-2  | 2-0  | 1-1  | –––– | 5-1  | 3-1  | 2-1  |
| Tonara               | 1-4  | 2-2  | 3-0  | 4-3  | 0-0  | 0-0  | 1-1  | 4-3  | 11-0 | 3-5  | 1-1  | 2-2  | 0-3  | –––– | 0-1  | 3-2  |
| Tortolì              | 2-3  | 2-2  | 2-0  | 2-1  | 1-1  | 2-1  | 1-2  | 3-1  | 3-0  | 1-2  | 1-1  | 0-3  | 3-5  | 1-2  | –––– | 4-5  |
| Valledoria           | 2-1  | 1-0  | 2-2  | 1-0  | 1-3  | 2-1  | 1-2  | 1-2  | 9-0  | 1-5  | 0-2  | 5-1  | 2-1  | 1-0  | 2-2  | –––– |

## Spareggi

### Spareggio retrocessione
L'arrivo a pari punti di Castelsardo e Selargius in quattordicesima posizione rende necessario uno spareggio per stabilire quale delle due società retrocederà direttamente in Promozione e quale accederà ai play-out contro il Tonara.
| Arbitro: | Cappai (Cagliari) |

|                           |           |                        |
| Martinez 60’ D. Serra 91’ | Marcatori | Cossu 45’ Pandori 116’ |

### Play-off
Si disputa la sola sfida finale tra la seconda e la terza classificata, visto che le società giunte al termine della stagione in quarta ed in quinta posizione erano distanti più di dieci punti dalle due ammesse.
| Arbitro: | Cosseddu (Nuoro) |

|                         |           |           |
| Cocco 32’ Varrucciu 70’ | Marcatori | Piras 65’ |

### Play-out
| Arbitro: | Scarpa (Collegno) |

|                                      |           |                              |
| Cocco 12’ (rig.) Calaresu 72’, 90+5’ | Marcatori | Mingoia 7’ (rig.) Callai 30’ |

## Verdetti finali
- Latte Dolce (1ª classificata) e San Teodoro (2ª classificata e vincitrice dei play-off regionali e nazionali) promosse in Serie D 2016-2017.
- Castelsardo (15ª classificata dopo spareggio con il Selargius), Porto Corallo (16ª classificata) e, dopo i play-out,  Selargius (14ª classificata) retrocesse in Promozione 2016-2017.